# خبز الجبن

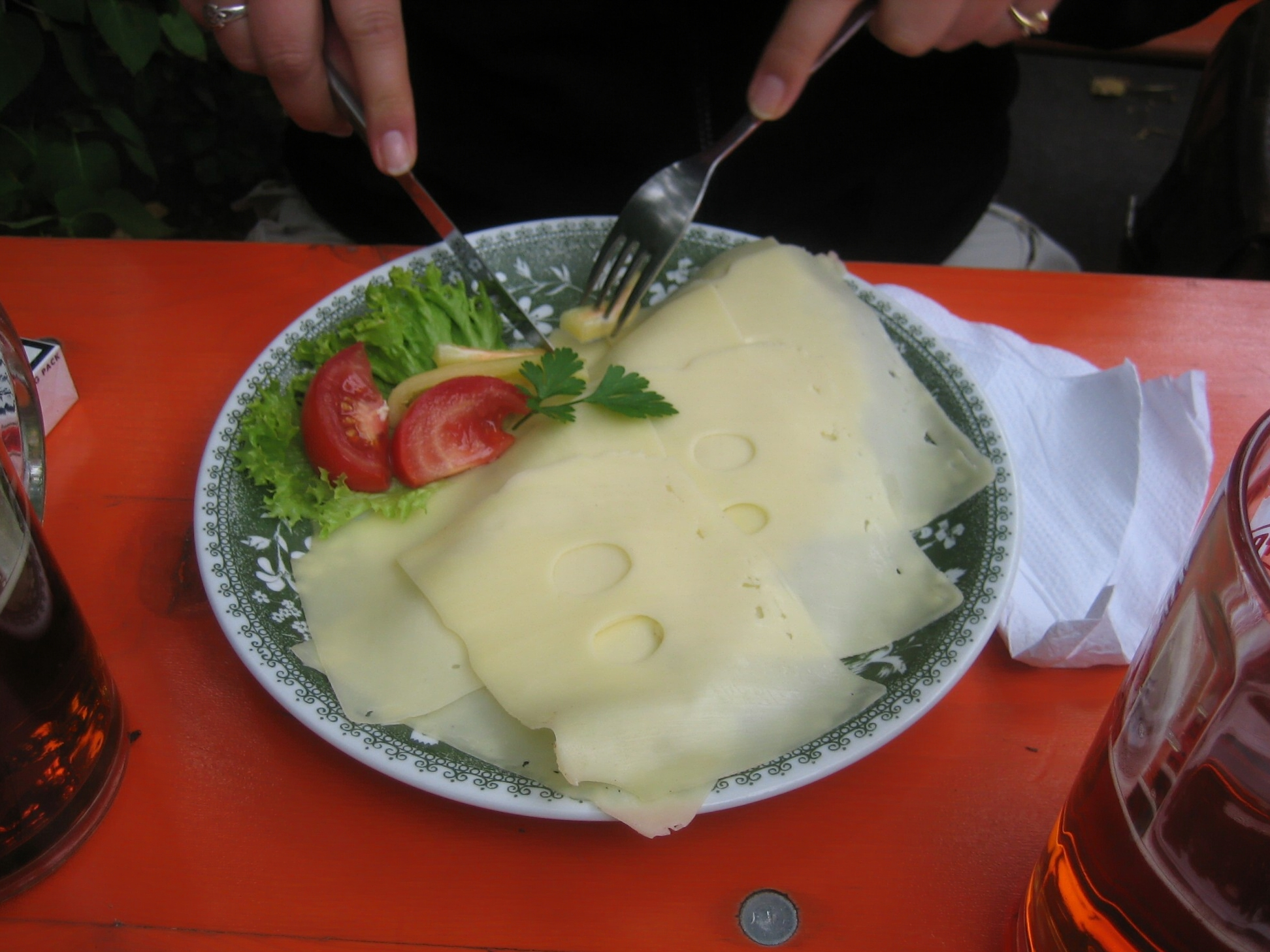
خبز الجبن

قد يشير خبز الجبن إلى مجموعة متنوعة من اللفائف الصغيرة المخبوزة بنكهة الجبن وهي وجبة خفيفة شهيرة وطعام للإفطار في البرازيل. يمكن صنع خبز الجبن من البفرة أو دقيق الذرة والجبن.
تحتوي مقاطعات باراغواي والأرجنتين في الشمال الشرقي ( فورموزا وتشاكو وميسيونيس وكورينتس ) أيضًا على أنواع مختلفة من خبز الجبن ، تسمى شيبا.